# Postposition
En postposition är en typ av adposition, ett grammatiskt ord som uttrycker någon sorts relation mellan en nominalfras och en annan del av satsen. Postpositioner är adpositioner som placeras efter huvudordet, till skillnad från prepositioner som föregår sitt huvudord. I svenskan används normalt prepositioner, men språket har emellertid ett antal uttryck där adpositionen placeras efter huvudordet och således kan betraktas som postpositioner. Följande lista torde innehålla de flesta förekomsterna i svenskan:
- Emellan i uttryck som oss emellan och vänner emellan
- Om – året om
- Runt – geografiska uttryck som jorden runt och Vättern runt, tidsbestämmande dygnet runt, året runt  samt i kollektiv som laget runt, klassen runt
- Förutan i uttryck som honom förutan
- Ut (som annars är ett adverb och aldrig kan stå som preposition) i tidsangivelser som året(månaden/veckan/dagen/timmen) ut samt livet ut, matchen ut, fastan ut etc.
- Kring i biskop Thomas frihetssång: "Frihet är det bästa ting, som sökas kan all världen kring."
- In – år ut och år in (månad/vecka/dag/timme)
- Igenom – hela vintern igenom
- Över – världen över

I grundläggande språktypologisk kategorisering jämställs lokalkasussuffix med postpositioner vid kartläggningar av hur språk placerar det element som har den aktuella funktionen. Lokalkasusändelser har oftast uppkommit genom att postpositioner smält samman med huvudordet och kommit att uppfattas som en del av det.